# Segunda División 1948-1949 (Spagna)
L'edizione 1948-49 della Segunda División fu il diciottesimo campionato di calcio spagnolo di seconda divisione. Il campionato vide la partecipazione di 14 squadre. Le prime due ottennero la promozione in Primera División.

## Classifica finale
|  |     | Classifica finale 1948-49 | Pt | G  | V  | N | P  | GF | GS | DR  |
|  | --- | ------------------------- | -- | -- | -- | - | -- | -- | -- | --- |
|  | 1.  | Real Sociedad             | 35 | 26 | 17 | 1 | 8  | 80 | 41 | +39 |
|  | 2.  | Malaga                    | 35 | 26 | 15 | 5 | 6  | 73 | 33 | +40 |
|  | 3.  | Granada                   | 35 | 26 | 16 | 3 | 7  | 50 | 37 | +13 |
|  | 4.  | Hércules                  | 32 | 26 | 14 | 4 | 8  | 64 | 53 | +11 |
|  | 5.  | Barakaldo                 | 29 | 26 | 13 | 3 | 10 | 48 | 38 | +10 |
|  | 6.  | Sporting Gijón            | 29 | 26 | 12 | 5 | 9  | 56 | 44 | +12 |
|  | 7.  | Real Murcia               | 26 | 26 | 12 | 2 | 12 | 51 | 71 | -20 |
|  | 8.  | Castellón                 | 24 | 26 | 11 | 2 | 13 | 47 | 61 | -14 |
|  | 9.  | Levante                   | 22 | 26 | 9  | 4 | 13 | 48 | 53 | -5  |
|  | 10. | Girona                    | 22 | 26 | 10 | 2 | 14 | 45 | 53 | -8  |
|  | 11. | Racing Santander          | 21 | 26 | 8  | 5 | 13 | 51 | 67 | -16 |
|  | 12. | Valencia Mestalla         | 20 | 26 | 9  | 2 | 15 | 43 | 50 | -7  |
|  | 13. | Badalona                  | 19 | 26 | 8  | 3 | 15 | 40 | 63 | -23 |
|  | 14. | Racing Ferrol             | 15 | 26 | 6  | 3 | 17 | 39 | 71 | -32 |

## Record
- Maggior numero di vittorie:  Real Sociedad  (17)
- Minor numero di sconfitte:  Malaga (6)
- Migliore attacco:  Real Sociedad (80 reti segnate)
- Miglior difesa:  Malaga (33 reti subite)
- Miglior differenza reti:  Malaga (+40)
- Maggior numero di pareggi:  Malaga,  Sporting Gijón,  Racing Santander (5)
- Minor numero di pareggi:  Real Sociedad (1)
- Maggior numero di sconfitte:  Racing Ferrol (17)
- Minor numero di vittorie:  Racing Ferrol (6)
- Peggior attacco:  Racing Ferrol (39 reti segnate)
- Peggior difesa:  Real Murcia,  Racing Ferrol (71 reti subite)
- Peggior differenza reti:  Racing Ferrol (-32)

## Verdetti
- Real Sociedad e  Malaga promosse in Primera División spagnola 1949-1950.